# Ревин, Сергей Николаевич

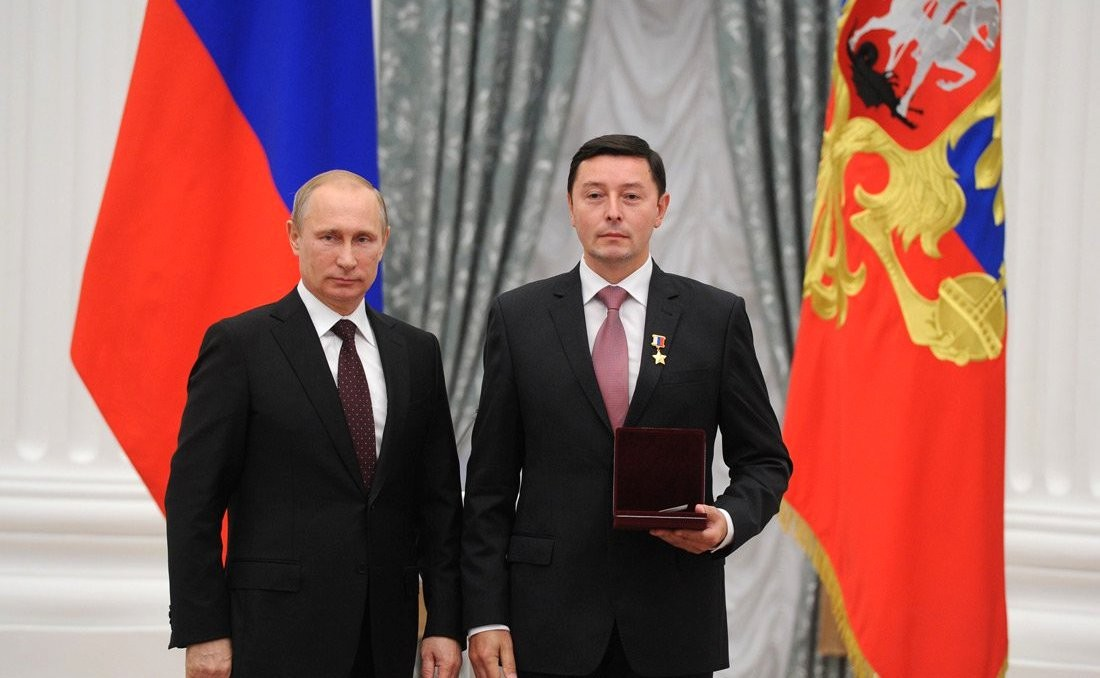
Вручение звезды Героя Российской Федерации.
31 июля 2014 года

 Серге́й Никола́евич Ре́вин  (род. 12 января 1966) — российский космонавт-испытатель отряда ФГБУ «НИИ ЦПК имени Ю. А. Гагарина». 113-й космонавт России (СССР) и 526-й космонавт мира. Совершил космический полёт на транспортном пилотируемом корабле «Союз ТМА-04М» в мае — сентябре 2012 года. Продолжительность космического полёта составила 125 суток 00 часов 50 минут. До поступления в отряд космонавтов работал инженером в НПО измерительной техники и НПО «Энергия». Герой Российской Федерации, кандидат педагогических наук. Сопредседатель Политической партии «Российская экологическая партия «Зелёные».

## Биография
Сергей Николаевич Ревин родился 12 января 1966 года в Москве в семье Николая Ивановича Ревина (род. 14 сентября 1941) — ведущего научного сотрудника Института биоорганической химии им. М. М. Шемякина и Ю. А. Овчинникова и его жены Элеоноры Николаевны (род. 8 апреля 1942) — старшего электромеханика Дзержинского телефонного узла. В 1983 году Сергей Ревин окончил московскую среднюю школу № 763 и поступил на физико-технический факультет Московского института электронной техники (МИЭТ). На четвёртом курсе института, в 1986 году проходил преддипломную практику в НПО измерительной техники в Калининграде (ныне город Королёв) Московской области.
В 1989 году окончил МИЭТ по специальности «Автоматика и электроника» (проектирование интегральных микросхем), с присвоением квалификации инженер-физик. С 1989 по 1993 год работал инженером Научно-производственного объединения измерительной техники в Королёве. Параллельно со своими друзьями создал фирму «Небосвод», которая производила аэростаты — беспилотные для рекламы и пилотируемые. С 30 августа 1993 года работал инженером в НПО «Энергия».
В 2005 году был принят в аспирантуру на кафедру педагогики и психологии высшей школы Московского гуманитарного университета. 25 сентября 2013 года, уже после космического полёта, защитил кандидатскую диссертацию на тему «Формирование экологических понятий у школьников на основе метода аналогии (на примере изучения экосистемы космической станции)» в Московском гуманитарном университете.
В апреле 2017 года Роскосмос принял решение освободить Сергея Ревина от должности космонавта-испытателя 3-го класса группы космонавтов отряда ФГБУ «НИИ ЦПК имени Ю. А. Гагарина» по медицинским показателям.

### Космическая подготовка
9 февраля 1996 года — прошёл профессиональный отбор и врачебную комиссию в Центральном военном научно-исследовательском авиационном госпитале для поступления в отряд космонавтов. 2 апреля 1996 года был зачислен в отряд космонавтов НПО «Энергия» кандидатом в космонавты-испытатели. С июня 1996 по март 1998 года проходил общекосмическую подготовку в Центре подготовки космонавтов им. Ю. А. Гагарина. 17 июня 1998 года решением Межведомственной квалификационной комиссии ему была присвоена квалификация «космонавт-испытатель» и выдано удостоверение космонавта № 175. 9 июля 1998 года был зачислен на должность космонавта-испытателя. С октября 1998 проходил подготовку в составе группы космонавтов по программе МКС. 28 июля 1997 года был назначен бортинженером дублирующего экипажа первой российской экспедиции посещения МКС (программа МКС-Т1), назначался в дублирующие экипажи космических экспедиций 25-й, 27-й, 29-й экспедиций на МКС.
26 апреля 2010 года был аттестован в качестве космонавта отряда РКК «Энергия». В связи с созданием единого отряда космонавтов уволился из РКК «Энергия» и 22 января 2011 года приказом начальника ЦПК принят в отряд ФГБУ НИИ ЦПК на должность космонавта-испытателя.
Весной 2011 года был назначен в составы дублирующего экипажа корабля «Союз ТМА-22» и основного экипажа корабля «Союз ТМА-04М». 12 ноября 2011 года на заседании Государственной комиссии по проведению лётных испытаний пилотируемых космических комплексов под председательством руководителя Федерального космического агентства Владимира Поповкина утверждён в качестве бортинженера дублирующего экипажа ТПК «Союз ТМА-22».
1 сентября 2011 года в Центре подготовки космонавтов вместе с Геннадием Падалкой и Джозефом Акаба сдал экзаменационную тренировку на тренажёре ТДК-7СТ (тренажёр корабля «Союза ТМА»), а 2 сентября экипаж сдал предполётную экзаменационную тренировку на российском сегменте МКС. 14 ноября 2011 года во время старта ТПК «Союз ТМА-22» был дублёром бортинженера корабля. 23 апреля 2012 года в Центре подготовки космонавтов вместе с Геннадием Падалкой и Джозефом Акаба сдал экзаменационную тренировку на российском сегменте МКС с оценкой 4,8 балла. 24 апреля экипаж сдал предполётную экзаменационную тренировку на тренажёре корабля «Союза ТМА» с оценкой «отлично». Находился в командировках в Японии, Германии и США, где проходил тренировки для работы на иностранных сегментах космической станции.
25 апреля 2012 года на заседании Межведомственной комиссии в ЦПК имени Ю. А. Гагарина утверждён в качестве бортинженера основного экипажа ТПК «Союз ТМА-04».

## Полёт

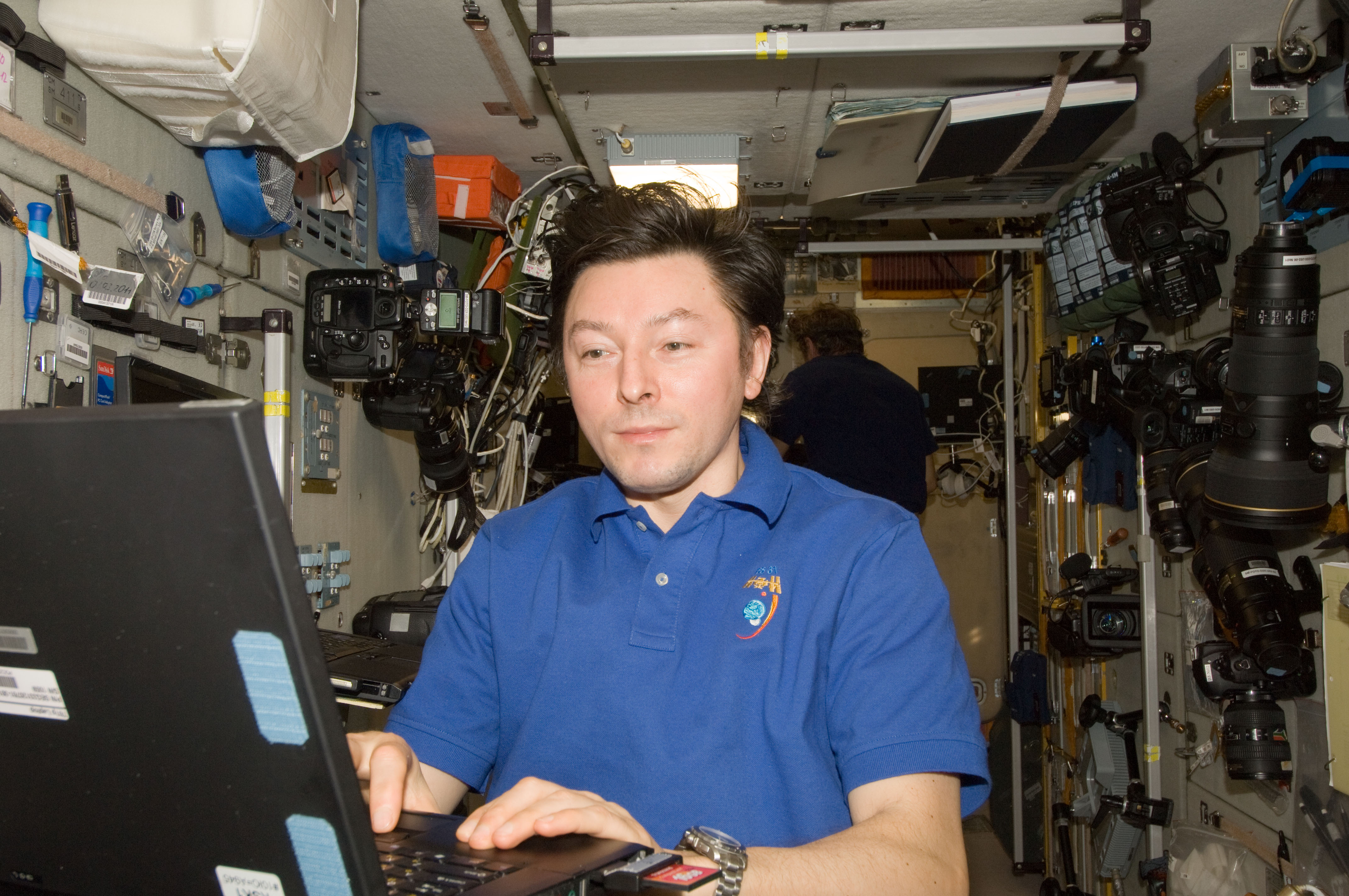
С. Ревин на борту МКС

Старт транспортного пилотируемого корабля «Союз ТМА-04М» был запланирован на 30 марта 2012 года, однако был отложен из-за технических неполадок. Выявленный при испытаниях спускаемого аппарата «Союза» на герметичность — в барокамере произошел разрыв его оболочки. Неисправный спускаемый аппарат был заменён аналогом от следующего «Союза ТМА-05».
Ревин стартовал 15 мая 2012 года в качестве бортинженера корабля «Союз ТМА-04М» (командир Геннадий Падалка (Роскосмос), второй бортинженер Джозеф Акаба (НАСА) и экипажа МКС по программе 31 и 32-й основных экспедиций. 17 мая ТПК «Союз ТМА-04» пристыковался к исследовательскому модулю «Поиск» (МИМ-2) Международной космической станции.
На МКС космонавты провели эксперименты в медико-биологической, технической, геофизической областях, занимались исследованиями природных ресурсов и космических биотехнологий, осуществили экологический мониторинг, а также исследования космических лучей, образовательные и гуманитарные проекты. Во время своего полёта Ревин участвовал в проведении образовательного эксперимента экологической направленности «Уроки из космоса» и в выпусках программы телестудии Роскосмоса «Пора в космос!» (телеканал «Карусель»), подготовил и провёл ряд дополнительных репортажей, связанных с методикой преподавания в 5-6 классах средней школы.
17 сентября 2012 года в 06 часов 52 минуты по московскому времени в 86 километрах северо-восточнее города Аркалык (Республика Казахстан) спускаемый аппарат транспортного пилотируемого корабля «Союз ТМА-04М» совершил посадку. Космический полёт продолжался 125 суток 00 часов 50 минут 30 секунд.
Статистика
| # | Стартовый корабль | Старт, UTC        | Экспедиция              | Корабль посадки | Посадка, UTC      | Налёт                       | Выходы в открытый космос | Время в открытом космосе |
| - | ----------------- | ----------------- | ----------------------- | --------------- | ----------------- | --------------------------- | ------------------------ | ------------------------ |
| 1 | Союз ТМА-04М      | 15.05.2012, 03:01 | Союз ТМА-04М, МКС-31/32 | Союз ТМА-04М    | 17.09.2012, 02:52 | 124 суток 23 часа 51 минута | 0                        | 0                        |

## Политическая деятельность
Сопредседатель Российской экологической партии «Зелёные», член Президиума Центрального Совета партии.
Выдвинут кандидатом от партии Зелёных в мэры Москвы на выборах 2018 года.
Кандидат в депутаты Госдумы на выборах в Государственную думу в 2021 году.

## Семья
Женат на Ирине Александровне (род. 3 сентября 1979 года, до замужества Сетянова). Сын Ярослав (род. 5 октября 2000 года).

## Увлечения
Увлекается туризмом и воздухоплаванием на воздушных шарах.

## Награды
- Герой Российской Федерации (Медаль «Золотая Звезда» вручена (28 мая 2014 года) — за мужество и героизм, проявленные при осуществлении длительного космического полёта на Международной космической станции[13].
- Лётчик-космонавт Российской Федерации[14].